# Toyota Grand Prix of Long Beach de 2010
O Toyota Grand Prix of Long Beach de 2010 foi a quarta corrida da temporada de 2010 da IndyCar Series. A corrida foi disputada no dia 18 de abril em uma pista montada nas ruas da cidade de Long Beach, Califórnia. O vencedor foi o piloto estadunidense Ryan Hunter-Reay, da equipe Andretti Autosport.

## Pilotos e Equipes
No total 25 carros foram inscritos para corrida.
| Nº | Piloto                  | Equipe                        | Chassis | Motor | Pneu |
| -- | ----------------------- | ----------------------------- | ------- | ----- | ---- |
| 2  | Raphael Matos           | de Ferran Luczo Dragon Racing | Dallara | Honda | F    |
| 3  | Hélio Castroneves       | Team Penske                   | Dallara | Honda | F    |
| 4  | Dan Wheldon             | Panther Racing                | Dallara | Honda | F    |
| 5  | Takuma Sato (R)         | KV Racing Technology          | Dallara | Honda | F    |
| 6  | Ryan Briscoe            | Team Penske                   | Dallara | Honda | F    |
| 7  | Danica Patrick          | Andretti Autosport            | Dallara | Honda | F    |
| 8  | E. J. Viso              | KV Racing Technology          | Dallara | Honda | F    |
| 9  | Scott Dixon             | Chip Ganassi Racing           | Dallara | Honda | F    |
| 10 | Dario Franchitti        | Chip Ganassi Racing           | Dallara | Honda | F    |
| 11 | Tony Kanaan             | Andretti Autosport            | Dallara | Honda | F    |
| 12 | Will Power              | Team Penske                   | Dallara | Honda | F    |
| 14 | Vitor Meira             | A. J. Foyt Enterprises        | Dallara | Honda | F    |
| 18 | Milka Duno              | Dale Coyne Racing             | Dallara | Honda | F    |
| 19 | Alex Lloyd (R)          | Dale Coyne Racing             | Dallara | Honda | F    |
| 22 | Justin Wilson           | Dreyer & Reinbold Racing      | Dallara | Honda | F    |
| 24 | Mike Conway             | Dreyer & Reinbold Racing      | Dallara | Honda | F    |
| 26 | Marco Andretti          | Andretti Autosport            | Dallara | Honda | F    |
| 32 | Mario Moraes            | KV Racing Technology          | Dallara | Honda | F    |
| 34 | Mario Romancini (R)     | Conquest Racing               | Dallara | Honda | F    |
| 36 | Bertrand Baguette (R)   | Conquest Racing               | Dallara | Honda | F    |
| 37 | Ryan Hunter-Reay        | Andretti Autosport            | Dallara | Honda | F    |
| 67 | Graham Rahal            | Sarah Fisher Racing           | Dallara | Honda | F    |
| 77 | Alex Tagliani           | FAZZT Race Team               | Dallara | Honda | F    |
| 78 | Simona de Silvestro (R) | HVM Racing                    | Dallara | Honda | F    |
| 06 | Hideki Mutoh            | Newman/Haas/Lanigan Racing    | Dallara | Honda | F    |

- (R) - Rookie

## Resultados

### Treino classificatório
| Pos. | Nº | Piloto                  | Equipe                        | Q1        | Q1        | Q2        | Q3        |
| Pos. | Nº | Piloto                  | Equipe                        | Grupo 1   | Grupo 2   | Q2        | Q3        |
| ---- | -- | ----------------------- | ----------------------------- | --------- | --------- | --------- | --------- |
| 1    | 12 | Will Power              | Team Penske                   |           | 1:09.9270 | 1:09.5469 | 1:09.3185 |
| 2    | 37 | Ryan Hunter-Reay        | Andretti Autosport            |           | 1:09.9322 | 1:09.5815 | 1:09.7506 |
| 3    | 22 | Justin Wilson           | Dreyer & Reinbold Racing      |           | 1:09.9772 | 1:09.7909 | 1:09.7939 |
| 4    | 3  | Hélio Castroneves       | Team Penske                   |           | 1:10.0055 | 1:09.7446 | 1:09.8470 |
| 5    | 6  | Ryan Briscoe            | Team Penske                   | 1:10.2439 |           | 1:09.8363 | 1:10.0255 |
| 6    | 11 | Tony Kanaan             | Andretti Autosport            | 1:10.1856 |           | 1:09.7656 | 1:10.1618 |
| 7    | 77 | Alex Tagliani           | FAZZT Race Team               | 1:10.2228 |           | 1:09.8730 |           |
| 8    | 9  | Scott Dixon             | Chip Ganassi Racing           | 1:10.1233 |           | 1:09.9688 |           |
| 9    | 26 | Marco Andretti          | Andretti Autosport            | 1:10.3594 |           | 1:10.1760 |           |
| 10   | 4  | Dan Wheldon             | Panther Racing                |           | 1:10.1676 | 1:10.2574 |           |
| 11   | 06 | Hideki Mutoh            | Newman/Haas/Lanigan Racing    |           | 1:10.0433 | 1:10.2730 |           |
| 12   | 10 | Dario Franchitti        | Chip Ganassi Racing           | 1:10.1816 |           | 1:10.3358 |           |
| 13   | 78 | Simona de Silvestro (R) | HVM Racing                    | 1:10.3722 |           |           |           |
| 14   | 14 | Vitor Meira             | A. J. Foyt Enterprises        |           | 1:10.4259 |           |           |
| 15   | 32 | Mario Moraes            | KV Racing Technology          | 1:10.5093 |           |           |           |
| 16   | 24 | Mike Conway             | Dreyer & Reinbold Racing      |           | 1:10.4586 |           |           |
| 17   | 8  | E. J. Viso              | KV Racing Technology          | 1:10.5991 |           |           |           |
| 18   | 2  | Raphael Matos           | de Ferran Luczo Dragon Racing |           | 1:10.5068 |           |           |
| 19   | 5  | Takuma Sato (R)         | KV Racing Technology          | 1:10.7000 |           |           |           |
| 20   | 7  | Danica Patrick          | Andretti Autosport            |           | 1:10.5503 |           |           |
| 21   | 19 | Alex Lloyd (R)          | Dale Coyne Racing             | 1:10.8003 |           |           |           |
| 22   | 67 | Graham Rahal            | Sarah Fisher Racing           |           | 1:10.7722 |           |           |
| 23   | 34 | Mario Romancini (R)     | Conquest Racing               | 1:10.9914 |           |           |           |
| 24   | 36 | Bertrand Baguette (R)   | Conquest Racing               | 1:11.4345 |           |           |           |
| 25   | 18 | Milka Duno              | Dale Coyne Racing             |           | sem tempo |           |           |

- (R) - Rookie

### Corrida
| Pos       | Nº | Piloto                  | Equipe                        | Voltas | Tempo        | Largada | Voltas na Liderança | Pontos |
| --------- | -- | ----------------------- | ----------------------------- | ------ | ------------ | ------- | ------------------- | ------ |
| 1         | 37 | Ryan Hunter-Reay        | Andretti Autosport            | 85     | 1:47:12.5404 | 2       | 64                  | 51     |
| 2         | 22 | Justin Wilson           | Dreyer & Reinbold Racing      | 85     | +5.6031      | 3       | 0                   | 40     |
| 3         | 12 | Will Power              | Team Penske                   | 85     | +8.5864      | 1       | 19                  | 35     |
| 4         | 9  | Scott Dixon             | Chip Ganassi Racing           | 85     | +10.6287     | 8       | 2                   | 32     |
| 5         | 11 | Tony Kanaan             | Andretti Autosport            | 85     | +11.7732     | 6       | 0                   | 30     |
| 6         | 32 | Mario Moraes            | KV Racing Technology          | 85     | +16.5171     | 15      | 0                   | 28     |
| 7         | 3  | Hélio Castroneves       | Team Penske                   | 85     | +16.8928     | 4       | 0                   | 26     |
| 8         | 6  | Ryan Briscoe            | Team Penske                   | 85     | +18.2214     | 5       | 0                   | 24     |
| 9         | 4  | Dan Wheldon             | Panther Racing                | 85     | +19.4575     | 10      | 0                   | 22     |
| 10        | 24 | Mike Conway             | Dreyer & Reinbold Racing      | 85     | +19.9307     | 16      | 0                   | 20     |
| 11        | 14 | Vitor Meira             | A. J. Foyt Enterprises        | 85     | +27.4005     | 14      | 0                   | 19     |
| 12        | 10 | Dario Franchitti        | Chip Ganassi Racing           | 85     | +28.1352     | 12      | 0                   | 18     |
| 13        | 06 | Hideki Mutoh            | Newman/Haas/Lanigan Racing    | 85     | +28.6037     | 11      | 0                   | 17     |
| 14        | 26 | Marco Andretti          | Andretti Autosport            | 85     | +30.0120     | 9       | 0                   | 16     |
| 15        | 8  | E. J. Viso              | KV Racing Technology          | 85     | +31.6182     | 17      | 0                   | 15     |
| 16        | 7  | Danica Patrick          | Andretti Autosport            | 85     | +32.1804     | 20      | 0                   | 14     |
| 17        | 78 | Simona de Silvestro (R) | HVM Racing                    | 85     | +33.1652     | 13      | 0                   | 13     |
| 18        | 5  | Takuma Sato (R)         | KV Racing Technology          | 84     | +1 volta     | 19      | 0                   | 12     |
| 19        | 19 | Alex Lloyd (R)          | Dale Coyne Racing             | 84     | +1 volta     | 21      | 0                   | 12     |
| 20        | 2  | Raphael Matos           | de Ferran Luczo Dragon Racing | 84     | +1 volta     | 18      | 0                   | 12     |
| 21        | 77 | Alex Tagliani           | FAZZT Race Team               | 65     | Abandonou    | 7       | 0                   | 12     |
| 22        | 67 | Graham Rahal            | Sarah Fisher Racing           | 58     | Abandonou    | 22      | 0                   | 12     |
| 23        | 34 | Mario Romancini (R)     | Conquest Racing               | 58     | Abandonou    | 23      | 0                   | 12     |
| 24        | 36 | Bertrand Baguette (R)   | Conquest Racing               | 45     | Abandonou    | 24      | 0                   | 12     |
| 25        | 18 | Milka Duno              | Dale Coyne Racing             | 10     | Abandonou    | 25      | 0                   | 10     |
| Relatório |    |                         |                               |        |              |         |                     |        |

- (R) - Rookie

## Tabela do campeonato após a corrida
Observe que somente as dez primeiras posições estão incluídas na tabela.
| Pos | Var     | Piloto            | Pontos |
| --- | ------- | ----------------- | ------ |
| 1   | Estável | Will Power        | 172    |
| 2   | Estável | Hélio Castroneves | 130    |
| 3   | Aumento | Ryan Hunter-Reay  | 129    |
| 4   | Estável | Justin Wilson     | 125    |
| 5   | Estável | Scott Dixon       | 112    |

| Pos | Var     | Piloto           | Pontos |
| --- | ------- | ---------------- | ------ |
| 6   | Baixa   | Dario Franchitti | 112    |
| 7   | Baixa   | Ryan Briscoe     | 103    |
| 8   | Aumento | Tony Kanaan      | 94     |
| 9   | Baixa   | Raphael Matos    | 84     |
| 10  | Aumento | Dan Wheldon      | 83     |